# STS-120
STS-120（国际空间站任务编号10A）是一次载人航天任务，此次飞行任务使用发现号航天飞机执行，主要任务为国际空间站补给及运送远征16成员丹尼尔·塔尼与和谐号节点舱。这是发现号的第34次飞行，这也是美国航天飞机总的120次飞行。

## 机组人员
STS-120任务机组人员发射与返回都分别有7人。其中发射时搭载航天飞机的成员丹尼尔·塔尼通过STS-122返回地球，返回时增加的乘员克莱顿·安德森则是通过STS-117进入国际空间站。
| 岗位                  | 发射乘组                            | 返回乘组                             |
| --------------------- | ----------------------------------- | ------------------------------------ |
| 指令长                | 帕梅拉·梅尔罗伊，NASA 第3次飞行     | 帕梅拉·梅尔罗伊，NASA 第3次飞行      |
| 驾驶员                | 乔治·扎木喀，NASA 第1次飞行         | 乔治·扎木喀，NASA 第1次飞行          |
| 任务专家1             | 道格拉斯·惠洛克，NASA 第1次飞行     | 道格拉斯·惠洛克，NASA 第1次飞行      |
| 任务专家2             | 斯蒂芬妮·威尔逊，NASA 第2次飞行     | 斯蒂芬妮·威尔逊，NASA 第2次飞行      |
| 任务专家3             | 斯科特·帕拉兹斯基，NASA 第5次飞行   | 斯科特·帕拉兹斯基，NASA 第5次飞行    |
| 任务专家4             | 保罗·奈斯波利, 欧洲空间局 第1次飞行 | 保罗·奈斯波利, 欧洲空间局 第1次飞行  |
| 国际空间站 飞行工程师 | 丹尼尔·塔尼, NASA 远征16 第2次飞行  | 克莱顿·安德森, NASA 远征16 第1次飞行 |

## 任务概况

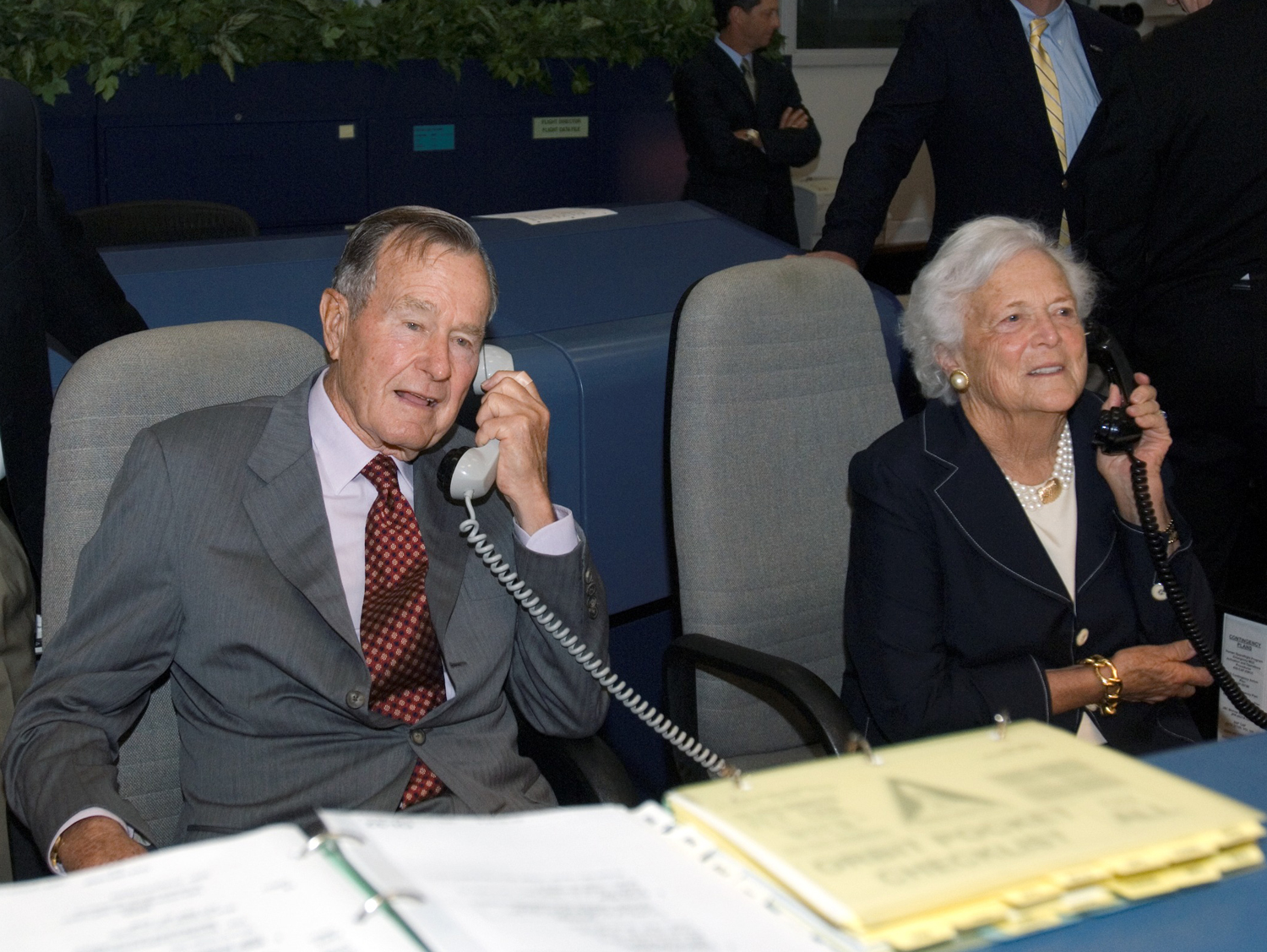
美国前总统老布什与空间站和航天飞机宇航员通电话

发现号航天飞机于美国东部时间2007年10月23日11时38分（协调世界时15时38分）于美国佛罗里达州肯尼迪航天中心39号发射台发射升空，于10月25日8时40分（协调世界时12时40分）与国际空间站命运号实验舱对接，于11月5日6时32分（协调世界时10时32分）解除对接，于11月7日14时1分（协调世界时18时1分）降落于肯尼迪航天中心航天飞机着陆设施。任务期间航天飞机指令长帕梅拉·梅尔罗伊与国际空间站指令长佩吉·惠特森同时在轨，这也是历史上首次有两名女指令长同时在轨。
此次发射的主要有以下三大任务：
- 运送并安装泰雷兹阿莱尼亚宇航公司[註 2]制造的和谐号节点舱，它将连接NASA制造的命运号实验舱、欧洲空间局制造的哥伦布号实验舱[註 3]、日本宇宙航空研究开发机构制造的希望号实验舱[註 4]，同时提供载人飞船与货运飞船的对接口，还将宇航员们的生活空间增加了18%[8]
- 测试航天飞机隔热板修补剂
- 重新部署安装P6桁架（英语：Integrated_Truss_Structure#P6,_S6_trusses），将其永久置换到综合桁架结构最前端

为纪念《星球大战》系列电影问世30周年，此次发射发现号航天飞机还携带了《星球大战》主人公卢克·天行者的武器光剑，这把剑是由系列电影导演乔治·卢卡斯亲自送往NASA所在的林顿·约翰逊太空中心的，在随航天飞机上天前曾在休斯顿航天中心展出。
发射前曾有技术人员警告发现号航天飞机机翼放热板严重老化，担心发生与1986年挑战者号航天飞机和2003年哥伦比亚号航天飞机类似的灾难，但是NASA没有改变发射计划。

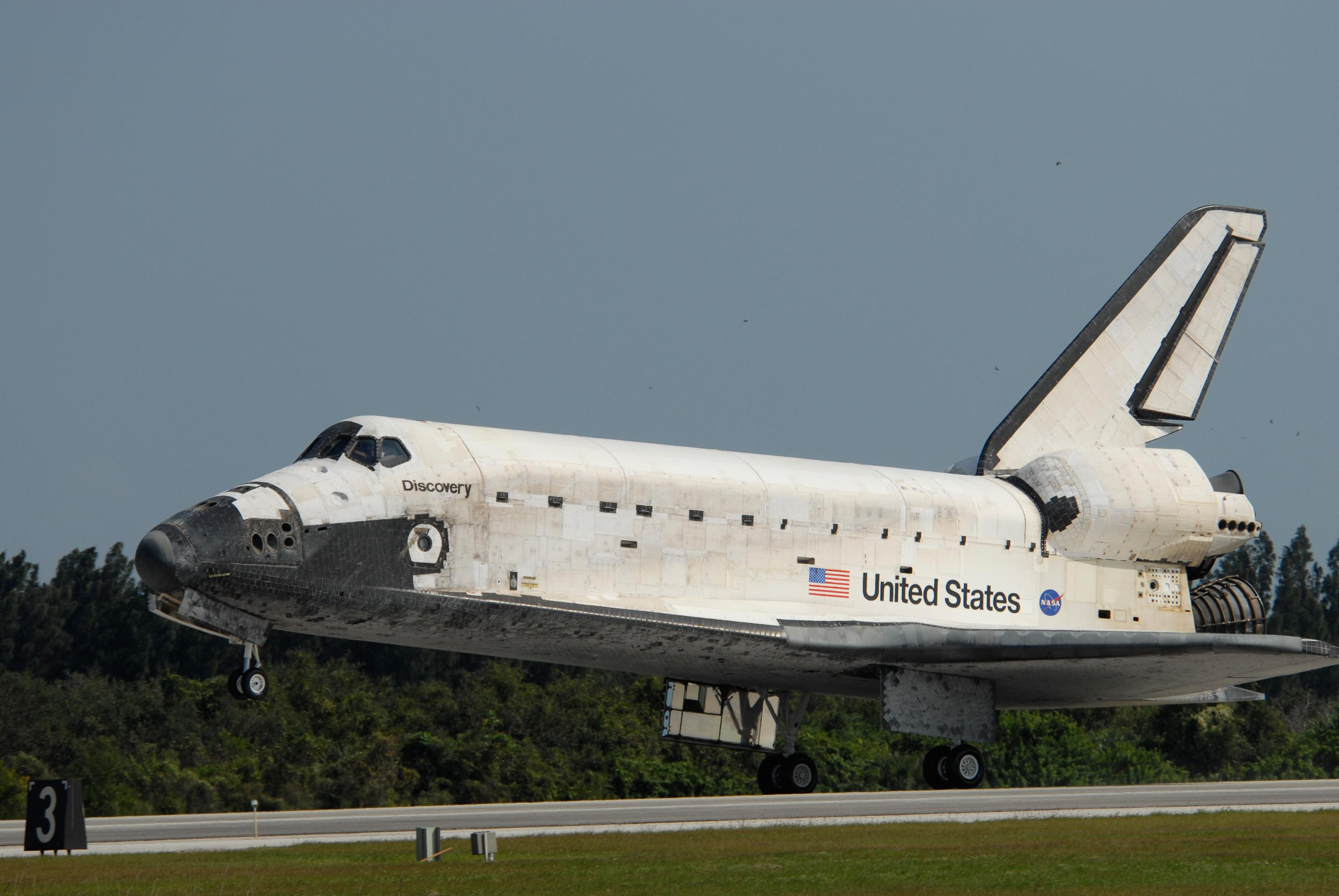
STS-120着陆
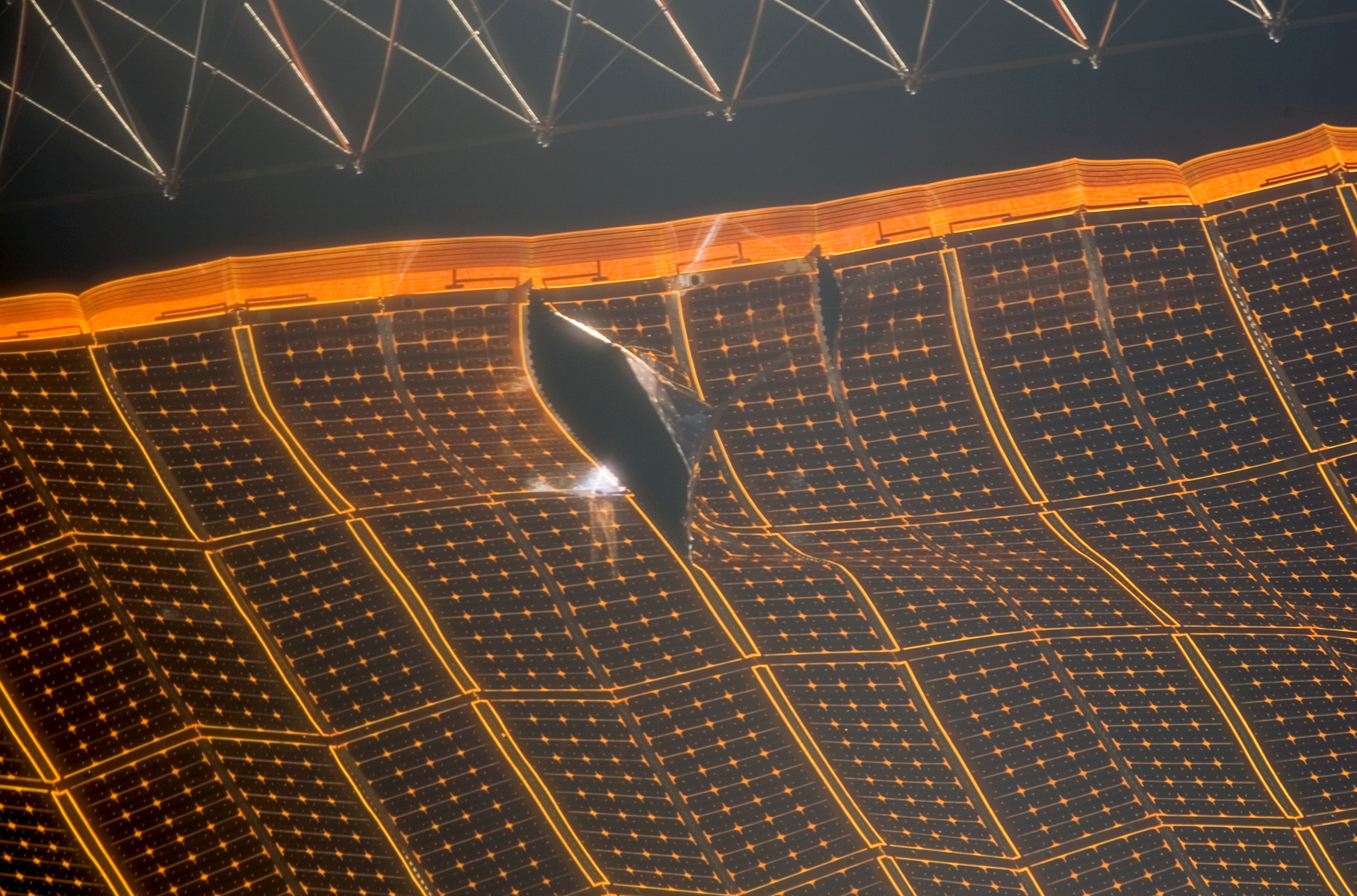
P6桁架上被撕裂的太阳能电池板
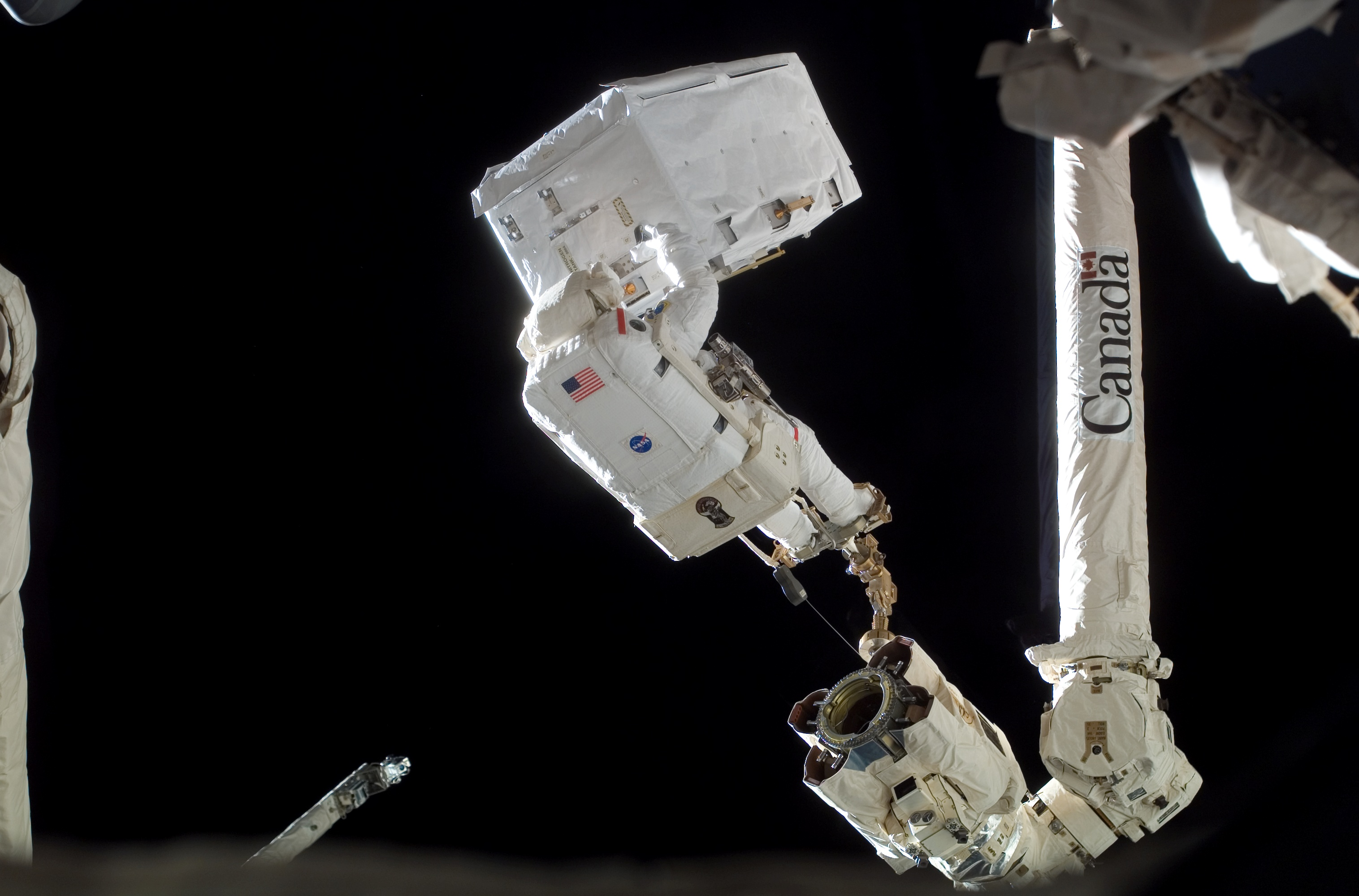
第二次舱外活动，沃尔海姆在移动液氮罐组件
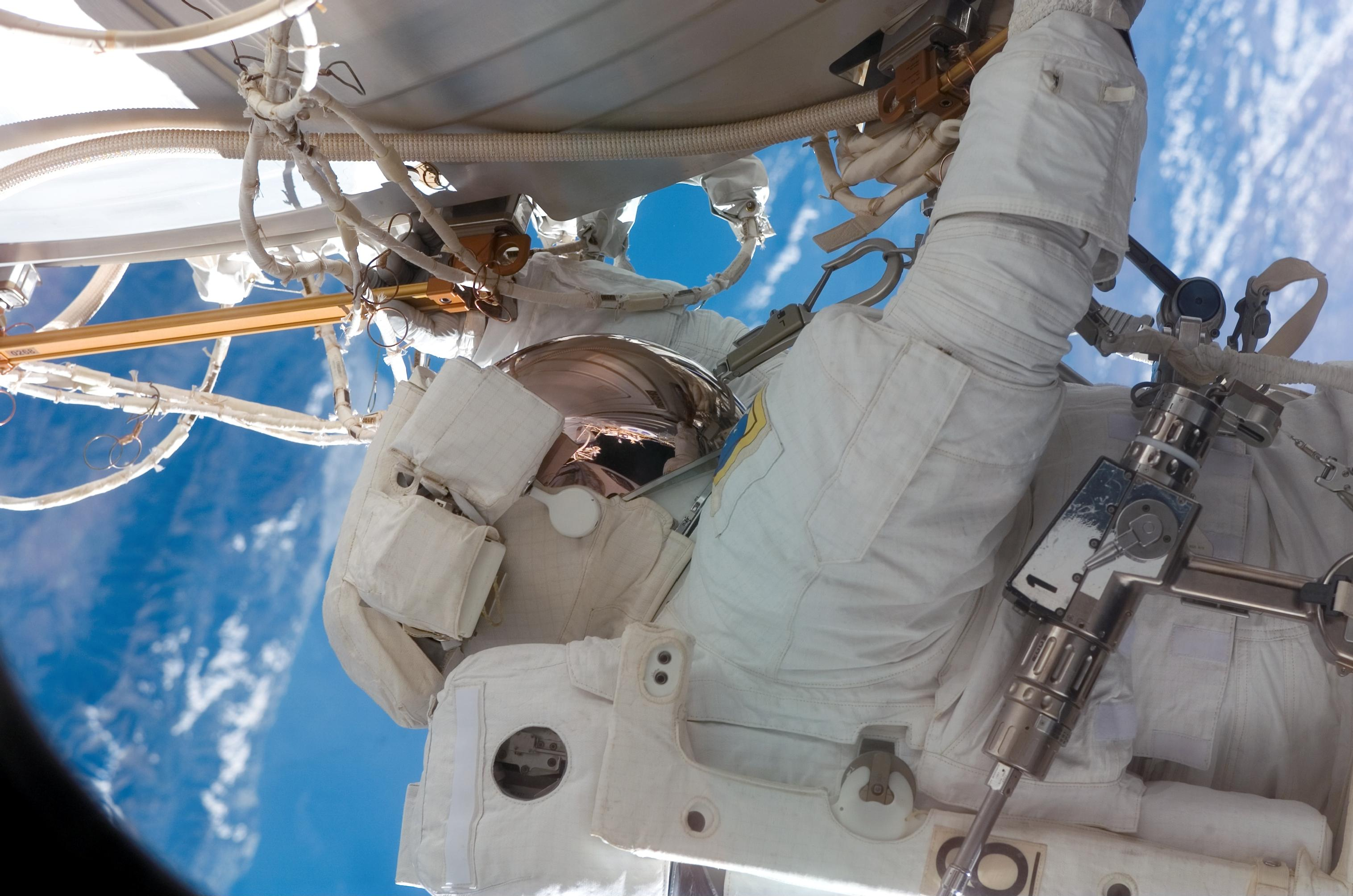
第三次舱外活动，图中为惠洛克
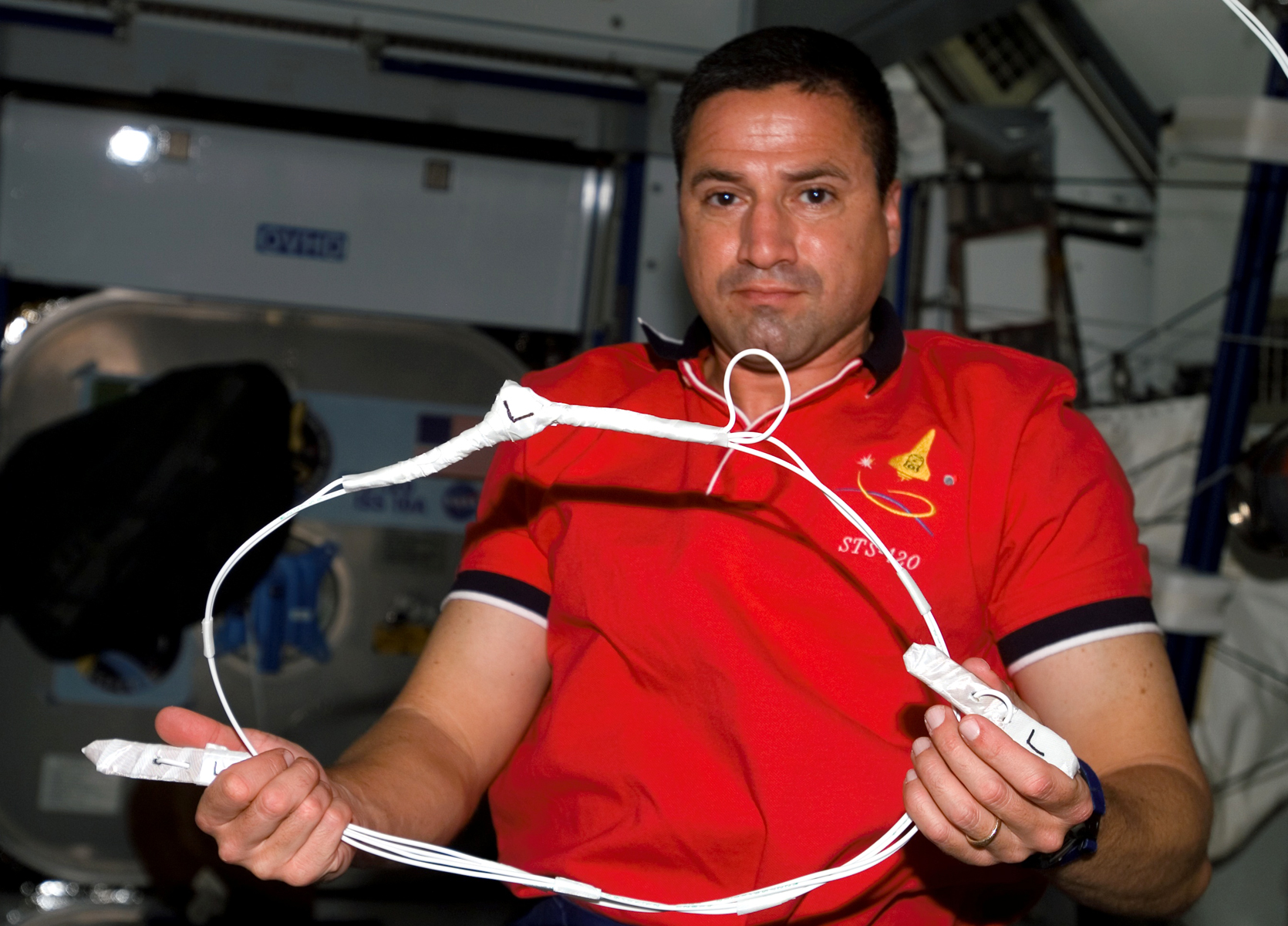
扎木喀展示自制的链扣
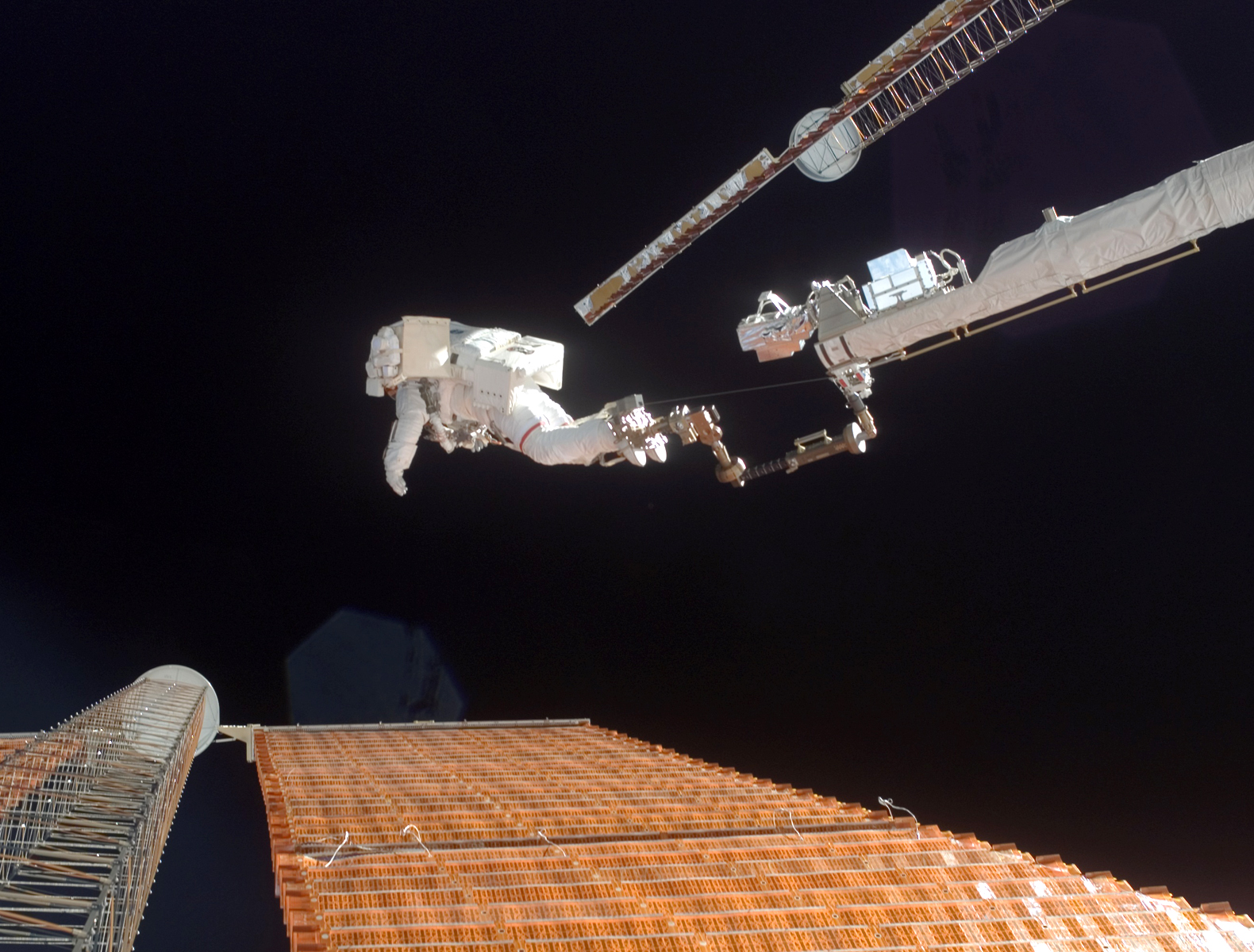
第四次舱外活动，图中为帕拉兹斯基

### 舱外活动
STS-120任务中共进行了四次舱外活动。在第二次舱外活动中，宇航员丹尼尔·塔尼发现S4桁架上太阳能电池板的太阳阿尔法旋转接头（SARJ）内有大量金属碎屑，为此NASA决定将任务延长一天进行分析。由于为避免旋转接头进一步损坏，太阳能电池板被固定，这导致了空间站发电量减少。在第三次舱外活动中，宇航员安装P6桁架后展开上面的太阳能电池板时，4B电池阵列因铰链问题只展开了80%，宇航员还不慎将电池板撕裂。在第四次舱外活动中，斯科特·帕拉兹斯基和道格拉斯·惠洛克成功修补了太阳能电池板因撕裂产生的裂缝，将其完全展开，并将5个用金属丝等材料自制链扣缝在电池板上加固、释放结构载荷，不过修复结束时飘落了一把尖嘴钳。
| 次数           | 宇航员                                          | 开始时间                 | 结束时间                 | 时间长度    | 介绍 |
| -------------- | ----------------------------------------------- | ------------------------ | ------------------------ | ----------- | --- |
| 第1次 总第93次 | 斯科特·帕拉兹斯基, 第4次 道格拉斯·惠洛克, 第1次 | 2007年10月26日 10:02 UTC | 2007年10月26日 16:16 UTC | 6小时14分钟 | 回收Z1桁架上的S波段天线组件 将和谐号节点舱从载荷舱中取出并安装夹具 断开P6桁架与Z1桁架间的流体管线 安装P6桁架尾部的散热器护罩 |
| 第2次 总第94次 | 斯科特·帕拉兹斯基, 第5次 丹尼尔·塔尼, 第2次     | 2007年10月28日 09:32 UTC | 2007年10月28日 16:05 UTC | 6小时33分钟 | 分离P6桁架与Z1桁架 配置S1桁架散热器 安装和谐号节点舱的扶手 检查S4桁架太阳阿尔法旋转接头（SARJ）                              |
| 第3次 总第95次 | 斯科特·帕拉兹斯基, 第6次 道格拉斯·惠洛克, 第2次 | 2007年10月30日 08:45 UTC | 2007年10月30日 15:53 UTC | 7小时8分钟  | 将P6桁架安装到P5桁架位置 连接P5、P6桁架管线 重新配置S1桁架 检查太阳阿尔法旋转接头                                            |
| 第4次 总第96次 | 斯科特·帕拉兹斯基, 第7次 道格拉斯·惠洛克, 第3次 | 2007年11月3日 10:03 UTC  | 2007年11月3日 17:22 UTC  | 7小时19分钟 | 检查、维修P6桁架的太阳能电池板                                                                                               |

此次发射原计划五次舱外活动，其中第四次舱外活动任务计划为测试航天飞机隔热板修补剂；第五次舱外活动任务计划由佩吉·惠特森与尤里·马连琴科执行，将重新设置密封对接适配器2（PMA-2），最后由远征16成员在发现号航天飞机撤离后继续出舱完成。